# Harshin
Harshin (ou Hareshen) est un woreda de l'est de l'Éthiopie situé dans la zone Fafan de la région Somali. Ce district a 80 244 habitants en 2007 et porte le nom de son chef-lieu. 
Situé à l'extrémité sud-est de la zone Jijiga puis Fafan, le district est limitrophe de la zone Jarar et du Somaliland.
Son chef-lieu se trouve une cinquantaine de kilomètres à l'est de Kebri Beyah.
Le recensement national de 2007 y fait état d'une population de 80 244 habitants dont 10 % de citadins qui sont les 8 226 habitants du chef-lieu.
Plus de 99 % des habitants sont musulmans.
En 2022, sa population est estimée à 117 187 personnes avec une densité de population de 45 personnes par km2 et 2 605 km2 de superficie dans le périmètre de 2007 sachant qu'entre-temps le district s'est agrandi et atteint 4 532 km2 en 2021.[à vérifier]